# Wolfgang Schmidt (asesino en serie)
Wolfgang Schmidt (desde 2001, Beate Schmidt; 5 de octubre de 1966) es un asesino en serie y violador alemán, que mató a seis personas e hirió a cuatro entre 1989 y 1991 en varios pueblos de Brandeburgo.
El asesino, entonces no identificado, fue apodado el "Gigante Rosa" (en alemán: Rosa Riese), a partir de las descripciones de los testigos de que el agresor era muy alto, Schmidt mide en torno a 1,90 m, y la presencia de lencería rosa desechada en algunas de las escenas del crimen. Como los asesinatos y violaciones ocurrieron cerca de Beelitz, Schmidt también fue nombrado como la "Bestia de Beelitz" (Bestie von Beelitz) y el "Asesino de Beelitz" (Beelitz-Mörder) por los tabloides Superillu y Bild. 

## Primeros años
Schmidt nació con el nombre de Wolfgang Schmidt en Lehnin, Alemania del Este, y fue el mayor de tres hermanos. Comenzó a practicar el travestismo alrededor de los siete años, usando ropa interior robada a su madre para orinar y defecar en ella a propósito. Schmidt describió la sensación de "sentimientos abrumadoramente placenteros" actuando de esta manera. Después de encontrar la ropa sucia escondida en un granero, la madre de Schmidt se negó a dejar que saliera a jugar con otros niños. Después de una visita al médico que dejó a los padres sin un diagnóstico, comenzaron a cerrar con llave sus armarios de ropa, por lo que Schmidt empezó a buscar ropa de mujer en contenedores de basura y vertederos. Comenzó a masturbarse a los ocho o nueve años, desarrollando gradualmente prácticas más específicas y definitivamente sexuales, como cubrirse con heces, defecar en sujetadores y usar ropa interior sucia al revés. Ya adolescente, Schmidt descuidó el trabajo escolar, los eventos sociales y otras actividades para encontrar tiempo para recolectar más ropa. Abandonó la escuela en décimo grado.  
En 1985, Schmidt solicitó un puesto de diez años en la Volkspolizei de Potsdam, alcanzando el rango de Unteroffizier, y pasó de supervisor de trenes a servicio policial en la 20.ª unidad de la Volkspolizei-Bereitschaft. A finales de abril de 1989, el distrito despidió a Schmidt junto con otros tres oficiales por organizar una reunión privada neonazi que celebraba el centenario del nacimiento de Adolf Hitler. Schmidt trabajó luego brevemente como operador de grúa en una fábrica de acero, pero fue despedido solo unos meses después por no presentarse repetidamente. A partir de entonces, Schmidt trabajó en trabajos manuales, el último como peón agrícola en un huerto. Schmidt frecuentemente llegaba borracho a sus trabajos, robaba objetos de los lugares de trabajo, se peleaba físicamente con sus colegas y una vez dañó intencionalmente el apartamento de una novia y su familia mientras estaba ebrio. La pareja se separó después de que un pariente de la novia encontrara varios cuchillos escondidos en el dormitorio de Schmidt, lo cual fue denunciado a la policía, pero no investigado más. Schmidt también solía pasear por los bosques de los alrededores vestido de mujer, y se frustraba con las reacciones enojadas de las mujeres que pasaban por allí y se lo encontraban.

## Asesinatos
El 24 de octubre de 1989, Schmidt irrumpió en la casa de Edeltraut Nixdorf, de 51 años, en Deetz para robar ropa interior. Nixdorf vio al intruso desde el jardín donde estaba plantando tulipanes, y creyendo que era un ladrón común se enfrentó a Schmidt con un rastrillo. Schmidt la dominó y lanzó a Nixdorf contra el suelo, donde estranguló a la víctima antes de golpearla hasta la muerte en la cabeza con un martillo. Schmidt luego violó el cadáver y envolvió el cuerpo en una manta; un vecino lo vio en el proceso y huyó. En la escena se encontró una huella de zapato grande, talla 49, identificada como la de una bota del NVA, usada por soldados y algunos oficiales de la VoPo. El marido de Nixdorf fue considerado el principal sospechoso del asesinato y se suicidó envenenándose con pesticida en marzo de 1990. 
El 24 de mayo de 1990, Schmidt estranguló fatalmente a Christa Naujoks, de 45 años, con un cable eléctrico cerca de un vertedero de basura en Ferch. El cuerpo fue violado post mortem y descubierto al día siguiente por el ex marido de Naujoks, que trabajaba en el lugar como jardinero. Cerca del vertedero se encontró ropa interior de mujer sucia de color rosa. La policía también recibió un informe sobre un individuo alto que acosaba a mujeres en un bosque adyacente. 
El 13 de marzo de 1991, Schmidt atacó a Inge Fischer, de 34 años, mientras caminaba hacia su casa a través de un bosque entre Borkheide y Neuendorf. Fischer fue golpeada y pateada en la cara antes de ser arrastrada fuera del sendero de tierra, donde fue violada y luego asesinada con una puñalada en el cuello. El cuerpo fue encontrado una semana después por unos excursionistas.   Se descubrió que las bragas de Fischer habían sido reemplazadas por otras de color rosa y un rastreo del área encontró montones de ropa interior de mujer y revistas pornográficas enterradas en zanjas. Después de volver a examinar las dos escenas del crimen anteriores, la policía de Brandeburgo relacionó los tres asesinatos con un mismo agresor. 
El 22 de marzo de 1991, Schmidt atacó a Tamara Petrowskaja, de 44 años, y a su hijo Stanislaw, de tres meses, durante un paseo por el bosque en Beelitz-Heilstätten, cerca del hospital militar ruso donde trabajaba su esposo. Schmidt ató y amordazó a Petrowskaja con dos piezas de ropa interior antes de sacar del cochecito y matar a Stanislaw estrellando el cráneo del bebé contra el tocón de un árbol. Las huellas de zapatos en la ropa del bebé también indican que Schmidt pisoteó y pateó al niño. Después, Schmidt violó a Petrowskaja y estranguló a la víctima hasta la muerte con un sujetador. Schmidt cambió las bragas de la víctima. Una búsqueda en la escena del crimen descubrió de nuevo varios escondites de ropa interior femenina, que llenaban cinco bolsas de basura. Ambas víctimas eran rusas.
La noche del 6 de abril de 1991, Schmidt irrumpió en un apartamento en Fichtenwalde y al encontrarla durmiendo estranguló fatalmente a Talita Bremer, una jubilada de 66 años. Su cadáver fue violado y su muerte fue descubierta dos semanas después por un familiar. El asesinato se relacionó con los anteriores por que habían revuelto los cajones de ropa. Los equipos forenses de la policía encontraron muestras de esperma y un vello púbico.

### Agresiones no mortales y violaciones
En una fecha no especificada del verano de 1990, Schmidt tuvo una pelea con una mujer sin hogar por basura reciclable en un vertedero. La víctima fue golpeada casi hasta la muerte con una porra.
El 9 de junio de 1990, Schmidt atacó y violó a Edith Weber, de 58 años, en un vertedero de basura cerca de Wust. Schmidt luego había intentado golpear a Weber hasta la muerte con un palo de madera, pero la víctima fue encontrada inconsciente por obreros de la construcción y sobrevivió con heridas graves.
La tarde del 6 de abril de 1991, antes del asesinato de Talita Bremer, Schmidt atacó a dos niñas de 12 años en Sputendorf bei Ludwigsfelde, mientras caminaban juntas en las cercanías de una iglesia. Schmidt empuñó un cuchillo e intentó apuñalarlas, pero huyó después de que se resistieron arañándole en la cara. Las niñas heridas proporcionaron a la policía una descripción detallada de su agresor, lo que permitió la creación de un retrato robot. Se ofreció una recompensa de 20.000 marcos alemanes. A los pocos meses, la familia de la prometida de Schmidt informó a la policía sobre el parecido, pero la afirmación no fue investigada más a fondo.

## Detención
En julio de 1991, Schmidt estaba acampando ilegalmente en un bosque cerca de Schmerzke, masturbándose públicamente cerca de su tienda de campaña mientras llevaba puesto un sujetador sobre una camisa. Schmidt fue descubierto por el corredor Mike Klein, quien había notado ropa interior colgando en las ramas. Klein reconoció a Schmidt como el sospechoso del retrato policial, también vio varios cuchillos en la tienda y se dirigió a Brandenburgo para informar a la policía. La zona fue puesta bajo vigilancia por el SEK, ya que se temía que Schmidt pudiera escapar ante una respuesta policial inmediata. Klein regresaba a menudo al bosque para observar la operación policial, a veces acompañado por su amigo Andreas Siegel. El 1 de agosto, Klein y Siegel se encontraron por casualidad con Schmidt acampando en una parte diferente del bosque y aprovechando la oportunidad, Klein y Siegel se hicieron pasar por agentes forestales y convencieron a Schmidt de subir a la plataforma cubierta de su camioneta, supuestamente para limpiar la basura del otro campamento. A su llegada, Schmidt fue dominado por los oficiales del SEK que estaban de guardia, esposado a un árbol y transportado a Potsdam, donde Schmidt confesó los seis asesinatos a Volker Kelm, el detective principal en los casos desde 1989. En ese momento, Schmidt estaba comprometido con una mujer de 19 años a la que había dejado embarazada y vivía en su casa en Rädel. 
A Mike Klein se le negó inicialmente la recompensa de 20.000 marcos alemanes por encontrar a Schmidt, ya que la policía afirmó que las pistas de otras fuentes civiles habrían llevado al arresto de todos modos. Al final recibió 12.000 marcos alemanes y los 8.000 marcos restantes se dividieron entre los demás informantes. En una entrevista de 2018 con Klein para el programa policial de RBB Täter|Opfer|Polizei, el detective Volker Kelm describió las acciones de Klein como "encarcelamiento injusto bajo cualquier otra circunstancia", ya que no había ningún peligro agudo para su vida ni había actuado para prevenir un delito que estuviera ocurriendo activamente. La fiscal general Marianna Böhm calificó a Klein y Siegel de "cazadores de recompensas" y desestimó sus acciones por tener motivaciones puramente económicas y perturbar la investigación policial. Por lo tanto, Klein no fue citado a testificar ante el tribunal ni reconocido de ninguna manera por las autoridades policiales. 

### Juicio y sentencia
El juicio de Schmidt comenzó el 20 de octubre de 1992. Antes del juicio, Schmidt concedió una entrevista exclusiva a la taquígrafa judicial Gisela Friedrichsen. 
El 1 de diciembre de 1992, Schmidt fue condenado a 15 años de cárcel en la prisión de Brandenburgo-Görden, seguido de detención indefinida en un hospital psiquiátrico en Brandenburgo. El psiquiatra forense Wilfried Rasch había abogado por un castigo con internamiento involuntario tras diagnosticar a Schmidt con un "desarrollo sexual-patológico [...] con elementos parafílicos, coprófilos, travestis y sádicos", resultando en una responsabilidad disminuida. Gerhard Mauz criticó la amplia cobertura de prensa sensacionalista por deshumanizar a Schmidt como "un engendro del infierno", encontrando la respuesta excesiva, incluso para la magnitud de los crímenes, ya que esto afectó a personas relacionadas como la prometida de Schmidt, quien se sometió a un aborto antes del juicio debido a la "presión pública" luego de una campaña abierta titulada "Aborten al hijo del Gigante Rosa" de un periódico Springer. La campaña afirmó que los impulsos violentos de Schmidt eran genéticos, argumentando que el niño correría el riesgo de heredar defectos similares.

## Prisión
En prisión, Schmidt comenzó a identificarse como transgénero. Imágenes de prensa de 1997 mostraron que Schmidt había tenido acceso a ropa y maquillaje femeninos y se le permitió decorar la celda con animales de peluche y recortes de revistas. En 2001, el tribunal atendió una solicitud de cambio de nombre a Beate Schmidt. Desde 2009, Schmidt se sometió a un tratamiento hormonal para el cambio de género, aunque debido al elevado costo no se operó. En 2010, Schmidt fue investigado por sodomizar en las duchas a otro recluso transgénero provocando que intentara suicidarse. En julio de 2013, se relajaron las restricciones de Schmidt para realizar caminatas sin supervisión en el espacio verde de la prisión. Se le concedieron brevemente más privilegios para excursiones de un día a Brandeburgo tras los "primeros pasos adelante" durante la terapia, pero se revocaron después de que los medios publicaran imágenes de cámaras de seguridad que captaron a Schmidt comprando revistas pornográficas en una gasolinera.  